# Skorobohate
Skorobohate – dawna kolonia. Tereny, na których była położona, leżą obecnie na Białorusi, w obwodzie witebskim, w rejonie brasławskim, w sielsowiecie Mieżany.
Inna nazwa miejscowości to Skarbaty.

## Historia
W czasach zaborów folwark leżał w granicach Imperium Rosyjskiego.
W latach 1921–1939 folwark a następnie kolonia leżała w Polsce, w województwie nowogródzkim (od 1926 w województwie wileńskim) w powiecie brasławskim w gminie Dryświaty.
Według Powszechnego Spisu Ludności z 1921 roku zamieszkiwało tu 55 osób, 45 było wyznania rzymskokatolickiego a 10 prawosławnego. Jednocześnie 48 mieszkańców zadeklarowało polską przynależność narodową a 7 rosyjską. Było tu 10 budynków mieszkalnych. W 1931 w 12 domach zamieszkiwało 60 osób.
Miejscowość należała do parafii rzymskokatolickiej w Mieżanach. W 1933 podlegała pod Sąd Grodzki w m. Turmont i Okręgowy w Wilnie; właściwy urząd pocztowy mieścił się w Mieżanach.